# فصل طوفان (فیلم ۲۰۰۹)
فصل طوفان (به انگلیسی: Hurricane Season) فیلمی محصول سال ۲۰۰۹ و به کارگردانی تیم استوری است. در این فیلم بازیگرانی همچون فارست ویتاکر، تراجی پی. هنسون، بو بو، آیزیا واشینگتن، روبی جونز، جکی لانگ، چین آن مک‌کلین، بانی هانت، خلو توماس، لیل وین، مایکل گستن، کورتنی بی. ونس، ایرما پی. هال و جی. بی اسموو ایفای نقش کرده‌اند.